# 大谷向站

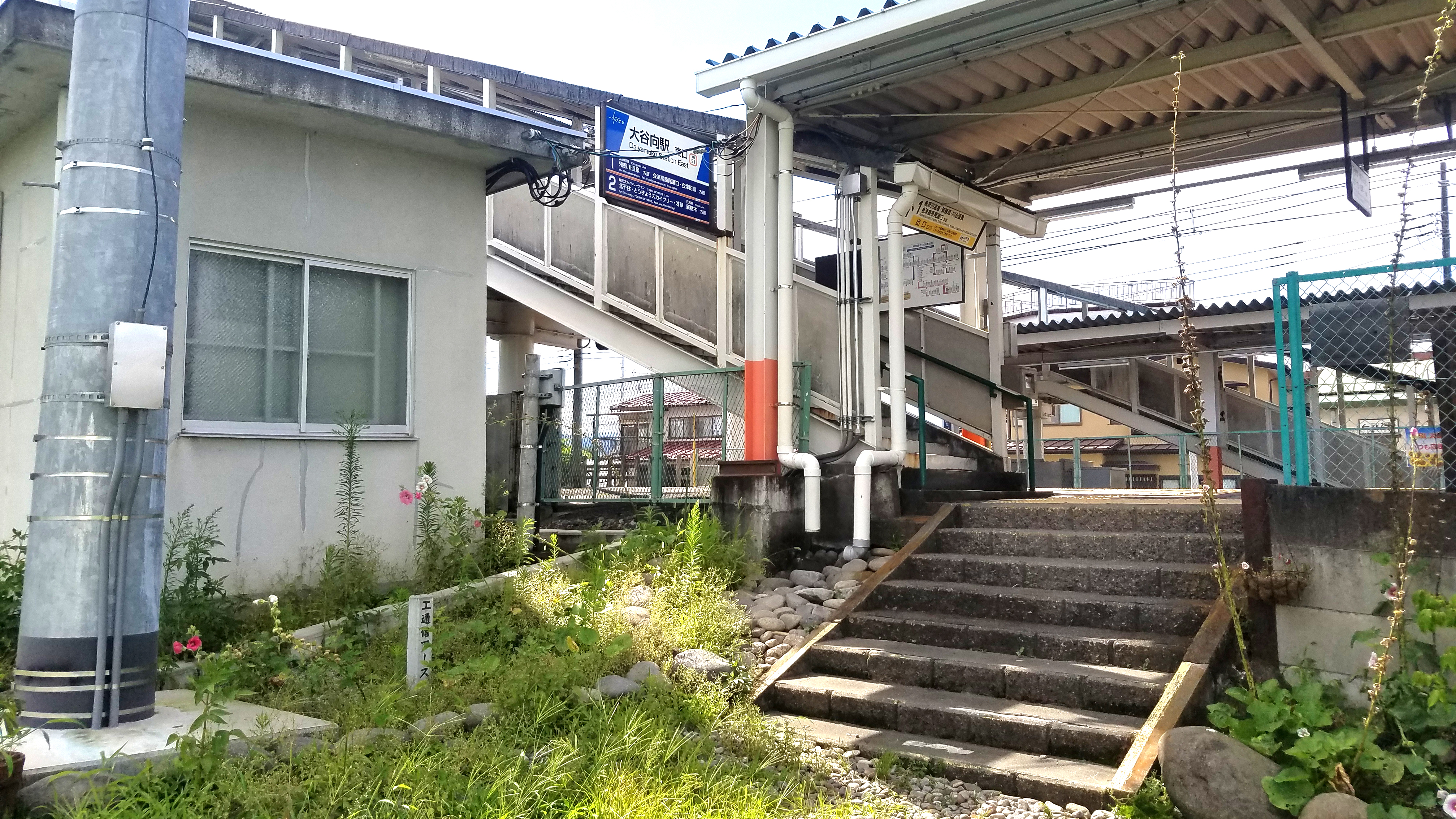
東口出入口（2021年8月）

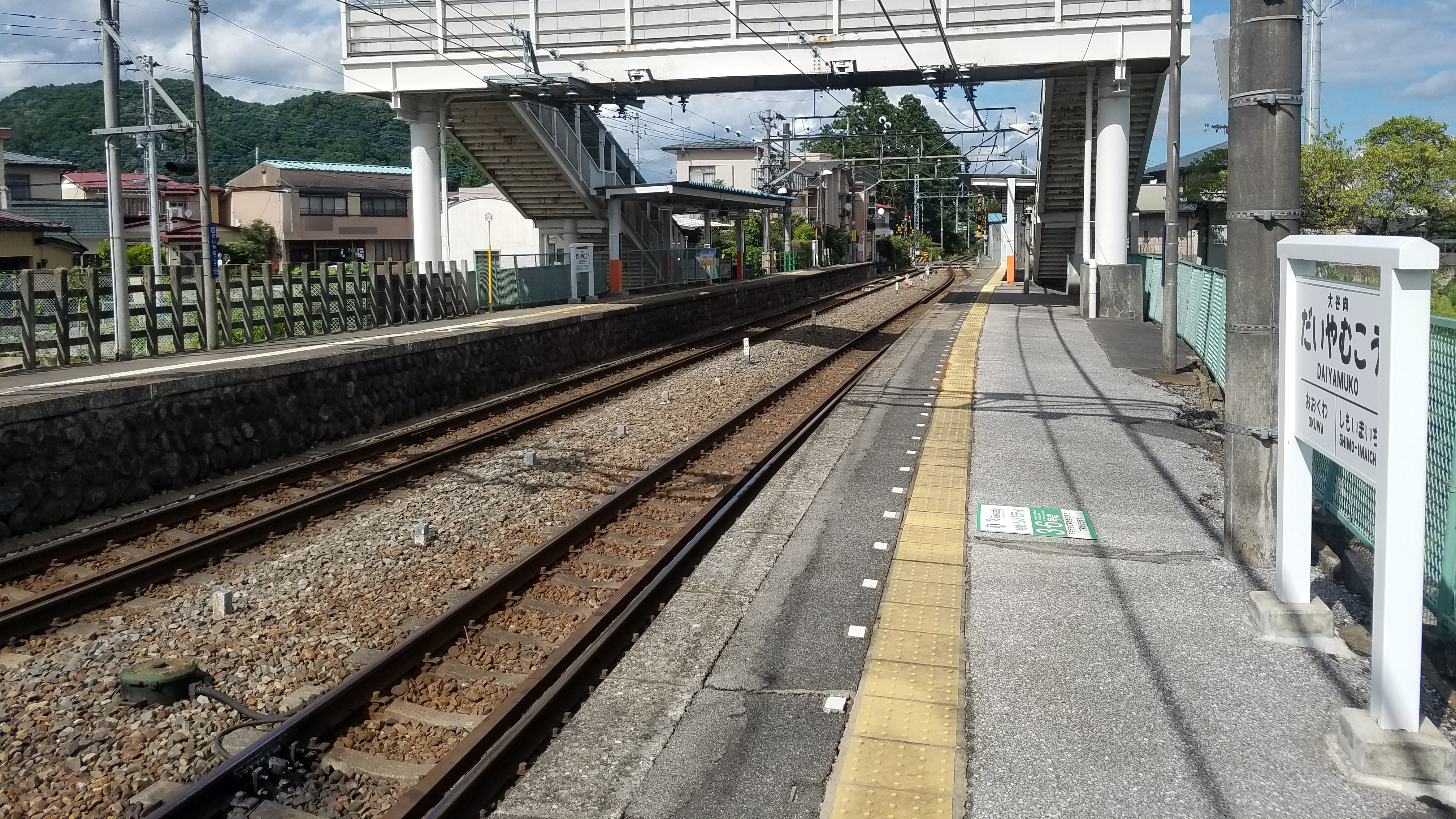
下今市方望見的月台全景（2021年8月）

大谷向站（日语：／ Daiyamukō eki */?）是一個位於是日本栃木縣日光市今市，屬於東武鐵道鬼怒川線的鐵路車站。車站編號是TN 51。

## 歷史
- 1917年（大正6年）1月2日 - 下野軌道大谷向今市站開業。
- 1919年（大正8年）12月28日 - 改稱大谷向站。
- 1921年（大正10年）6月6日 - 下野軌道改稱下野電氣鐵道，本站為下野電氣鐵道車站。
- 1927年（昭和2年）11月以後 - 廢止[1]。
- 1931年（昭和6年）3月1日 - 再開業[1]。
- 1943年（昭和18年）5月1日 - 東武鐵道收購下野電氣鐵道。成為東武鐵道車站。
- 1973年（昭和48年）9月1日 - 車站無人化（開始簡易委託）。
- 2017年（平成29年）4月21日 - 特急「Revaty鬼怒」「Revaty會津」增停本站[2]。
- 2017年（平成29年）10月27日 - 上下月台指定為國家登錄有形文化財（建造物）。

## 站名由來
站名來自日光街道、日光例幣使街道、會津西街道今市宿七町之一的「大谷向」。

## 車站構造
對向式月台2面2線的地面車站。站舍位於新藤原方向月台側（西口），與下今市方向月台以跨線天橋聯絡。下今市方向月台設有東口出入口。本站為無站員配置站，乘車券在站前商店發售。
下行月台與上行月台外觀有著玉石積盛土式的特徴，是鬼怒川線近代化留存至今的構造物，並以「東武鐵道大谷向站下行月台」「東武鐵道大谷向站上行月台」指定為國家登錄有形文化財（建築物）（兩月台分別登錄）。

### 月台配置
| 月台 | 路線     | 方向 | 目的地                                                            |
| ---- | -------- | ---- | ----------------------------------------------------------------- |
| 1    | 鬼怒川線 | 下行 | 鬼怒川溫泉、■野岩鐵道線 會津高原尾瀨口、 ■會津鐵道線 會津田島方向 |
| 2    | 鬼怒川線 | 上行 | 下今市、 東武晴空塔線 春日部、北千住、 東京晴空塔、淺草方向       |

## 利用狀況
2017年度一日平均上下車人次為191人。

## 車站周邊
- 今市大谷向郵便局
- 今市警察署（日语：今市警察署）
- 日光市消防本部（日语：日光市消防本部）今市消防署
- 日光市立今市第二小學校
- 本敬寺
- Yaohan（日语：八百半フードセンター）今市店
- 大谷川（日语：大谷川 (日光市)）
- 國道121號（日语：国道121号）
- 國道461號（日语：国道461号）

## 路線巴士
| 乘車處 | 系統                           | 主要行經地           | 目的地       | 運行業者 | 備註 |
| ------ | ------------------------------ | -------------------- | ------------ | -------- | ---- |
|        | 鬼怒川線                       | 大桑站入口、新高德站 | 鬼怒川溫泉站 | 日光交通 |      |
| 大渡線 | 芹沼本田、 轟小學校前          | 大渡                 | 日光市營巴士 |          |      |
|        | 鬼怒川線                       | 春日町、JR今市站     | 下今市站     | 日光交通 |      |
| 大渡線 | 相之道、JR今市站、東武下今市站 | 日光市役所前         | 日光市營巴士 |          |      |

## 相鄰車站
東武鐵道
 鬼怒川線
- ■特急「自由鬼怒」「自由會津」停靠站

□快速「會津山特快」、■區間急行、■普通
下今市（TN 23）－大谷向（TN 51）－大桑（TN 52）

## 外部連結
- 大谷向（車站資訊） - 東武鐵道